# Wettsteinina moniliformis
Wettsteinina moniliformis är en svampart som beskrevs av Van Ryck. & Aptroot 2001. Wettsteinina moniliformis ingår i släktet Wettsteinina, ordningen Pleosporales, klassen Dothideomycetes, divisionen sporsäcksvampar och riket svampar.   Inga underarter finns listade i Catalogue of Life.